# La Fonseca
La Fonseca es una masía del término municipal de San Agustín, en la comarca de Gúdar-Javalambre de la provincia de Teruel. Actualmente está despoblada.

## Historia
En 1267 Jaime I  concedió a un clérigo llamado García Rodríguez el molino de la Fuente Seca de Pradas, que había sido propiedad de Ximeno Pérez de Arenós. En 1843 se erigió una industria textil en dicho salto de agua, llamada Fábrica de Hilados de la Fonseca. La instalación dejó de ser empleada en 1935.
Además del aprovechamiento hidráulico existió en la localidad un puente, usado en las rutas trashumantes.

## Monumentos
- Puente sobre el río Mijares